# 자기신뢰
자기 신뢰 ( 영어: Self-reliance ) 미국의 초월주의자인 랠프 월도 에머슨의 수필집이다.  이 작품은 에머슨이 말하고자 하는 바를 가장 확실하게 드러낸 것으로 유명하며, 각 개인이 순응과 잘못된 일관성을 피하고, 자기 자신의 본능과 생각을 따를 것을 주장한다.  에머슨은 개인주의를 강조하였고, 개인주의가 삶에서 개인의 만족에 미치는 영향을 강조하였다.  그는 누구나 다 단지 그들의 마음가짐을 바꾸기만 한다면, 행복을 얻을 수 있다고 말하였다.  그는 인생에서 배우고, 잊어버리고 또다시 배우는 것을 설명하는 그다지 중요하지 않은 것에 관심을 가진 것이다.

## 집필 과정
《자기신뢰》가 나오게 된 최초의 철학적 힌트는 에머슨이 그의 첫번째 결혼 뒤 한 달 뒤인 1830년 9월에 한 설교의 한 부분에서 나왔다. 그의 아내인 엘렌은 종양으로 앓고 있었는 데, 에머슨의 자서전 작가였던 로버트 D. 라챠드슨은 "불멸이 지금보다 더 강하고 처절하게 필요한 적은 없었다"라고 적었다.
1836년에서 1837년 사이에 에머슨은 보스톤에 있는 메이슨 템플에서 역사철학에 대한 시리즈를 강의하였는 데, 이 강의는 독자적으로 출판되지는 않았지만, 그의 생각은 후에, "자기신뢰"와 다른 수필에 관한 것이었다.

## 주제
에머슨은 시민들이 정부를 조절하도록 강조하였으며, 아무도 개인 또는 자아위에 권위가 없다고 말한다.  역사는 계몽을 가져오지 않고, 오직 개인만이 계몽을 가져 올 수 있다.  진리는 사람안에 존재하며, 이것이 바로 권위이며 종교같은 기관이 권위를 갖고 있지 않다.  에머슨의 수필은 한가지 주제로 일관되어 있는 데, 그것은 "네 자신을 신뢰하라"라는 것이다.  " 우리가 우리자신을 장악하지 않는다면, 주변환경이 우리를 장악할 것이다."
이 수필에서 가장 중요한 주제는 순응하지 않는 것이다.  그는 독자에게 다른 사람이 뭐라고 하든 네가 옳다고 하는 것을 하라라고 주장한다.  에머슨은 독자에게 자기 자신을 순응의 제약으로부터 해방시키고, 자연으로 돌아가라라고 주장한다.
그는 공동체나 친구들이 오히려 방해가 될 수 있으며 자기자신에 대해 더 많은 시간을 갖고 묵상하기를 권한다.